# Де Лаланд
Де Лаланд (на английски: de Lalande) е ударен кратер разположен на планетата Венера. Той е с диаметър 21,3 km, и е кръстен на Мари Жана де Лаланд – френски астроном.
Кратерът е с външния ръб и е в близост до вулкана Гула Монс.